# Дитрих I/III (граф Клеве)
Дитрих I (нем. Dietrich I./III.; ок. 1070 — не позднее 1120) — граф Клеве примерно с 1092 года.

## Нумерация
Считается третьим, если учитывать Дитриха Хамаландского; вторым — если первым считать Дитриха, который по хронологиям правил в 1076-1091, и первым, так как первый стал называть себя графом Клеве.

## Исторические сведения
Впервые упоминается в 1092 году как comes Thiedericus de Cleve. Также носил титул графа фон Томбург. В 1094/1095 году упоминается как фогт аббатства Браувайлер под Кёльном, в 1117 году — как фогт Зифлиха (Краненбурга).
В 1120 году графом Клеве числится его сын Арнольд. Значит, Дитрих к тому времени уже умер.